# Cambonilla
Genre
Cambonilla est un genre d'araignées aranéomorphes de la famille des Zodariidae.

## Distribution
Les espèces de ce genre se rencontrent au Cambodge et au Laos.

## Liste des espèces
Selon World Spider Catalog (version 20.0, 27/02/2019) :
- Cambonilla securicula Jocqué, 2019
- Cambonilla symphonia Jocqué & Henrard, 2019

## Publication originale
- Jocqué, Jocque, Stock, Rin & Henrard, 2019 : The new Southeast Asian genus Cambonilla gen. nov. (Zodariidae, Araneae): bis repetita placent. European Journal of Taxonomy, no 501, p. 1-24.